# Kloster Santo Spirito d’Ocre
Kloster Santo Spirito d’Ocre war ein Zisterzienserkloster in den Abruzzen in Italien.

## Lage
Das ehemalige Kloster liegt 15 km südöstlich von L’Aquila in der Gemeinde Ocre, in der Provinz L’Aquila.

## Geschichte
1222 stifteten Graf Bernhard von Ocre und seine Mutter Roalda dem Einsiedler Placido di Roio Land, das auf 850 m Meereshöhe lag und den Namen Pretola trug, für ein Kloster, das nach dem Heiligen Geist benannt wurde. 1226 genehmigte der Diözesanbischof die Gründung einer Abtei. Placido, der in dem Kloster begraben ist und dort verehrt wird, unterstellte diese kurz vor seinem Tod 1248 dem Kloster Casanova (Abruzzen). Damit gehörte das Kloster der Filiation der Primarabtei Clairvaux an. Das Kloster fiel bald (wohl schon 1310) in Kommende, was zur Verminderung der Zahl der Mönche auf das Nötigste führte. 1632 trat das Kloster der neu gegründeten römischen Provinz der italienischen Zisterzienserkongregation bei. 1692 wurde es von Papst Innozenz XII. mit anderen kleinen Klöstern aufgelöst.

## Anlage und Bauten
Die für ein Zisterzienserkloster ungewöhnliche Höhenlage unterhalb der Burg Ocre dürfte darauf zurückzuführen sein, dass sich das Kloster erst Jahre nach seiner Gründung dem Orden anschloss. Die einschiffige, ursprünglich gewölbte Kirche ohne Fassade aus vorzisterziensischer Zeit ist 30 m lang, der Eingang befindet sich auf der linken Seite. Die einst ruinösen Klostergebäude wurden nach 1970 restauriert und zu einem Beherbergungsbetrieb ausgebaut.